# چنگ هه
چِنگ خه یا چِنگ هه (به چینی:鄭和، به خط پینیین: Zheng He)، نام دریاسالار و مکتشف مسلمان چینی (۱۳۷۱-۱۴۳۳ میلادی) است که در سده ۱۵ میلادی می‌زیست. نامداری او به جهت سفرهای دریایی او به آب‌های غربی می‌باشد.

## زندگینامه
ژنگ هه در سال ۱۳۷۱ میلادی با نام اصلی ما سنبائو در شهر کونیانگ واقع در ایالت یونان چین زاده شد. خانواده او از قبیله مسلمان سمو (یا سمور Semur) بودند. نیای ششم ژنگ هه که سید شمس الدین عمر نام داشت ،از ایرانیان بخارا بود و به دستور قوبلای خان امپراتور مغول چین به حکمرانی ایالت یون‌نان گمارده شد.
ما نام خانوادگی اصلی ژنگ هه مشتق از نام مسعود پنجمین پسر سید شمس الدین عمر است. میرتکین، پدر و خرم‌دین، پدربزرگ ژنگ هه هر دو به زیارت حج نائل گردیدند و شاید داستان‌های سفرهای آنان در برانگیختن حس ماجراجویی ژنگ هه بی‌تأثیر نبوده‌اند.
با حمله ارتش امپراتوری مینگ به ایالت یون‌نان ما سنبائو جوان به اسارت در آمد و بعد از مقطوع‌النسل شدن (به سن سیزده سالگی) برای خدمت به دربار امپراتوری روانه گردید. نام ژنگ هه توسط امپراتور یونگله به دلیل بروز شایستگی در جنگ به وی اعطا گردید. ژنگ هه در آموزشگاه سلطنتی چین به تحصیل پرداخت و مدارج ترقی را طی نمود.

## سفرهای دریایی او
چنگ هه اولین آدمیرال مسلمان دریانورد اکتشافی بود. او از ۱۴۰۵ تا ۱۴۳۳ میلادی برای چین به اقیانوس نوردی و کشف سرزمینها و بازارهای جدید پرداخت. با اینکه سفرهای اکتشافی وی یک قرن قبل از کریستف کلمب انجام شدند کاروان او شامل ۶۰ کشتی بود که هریک ۴ برابر طولانی‌تر و هفت برابر پهن‌تر از کشتی‌های کریستف کلمب بودند. کشتی فرماندهی او ۱۲۷ متر طول و ۵۲ متر عرض داشت
ژنگ هه فرماندهی ناوگان امپراتوری چین را دست کم طی هفت سفر دریایی به عهده داشت. جاوه و سوماترا، هند، ایران و خلیج فارس، دریای سرخ و بخش‌های مختلفی از آفریقا و جنوب شرقی آسیا از جمله مناطقی هستند که توسط ناوگان چین به رهبری ژنگ هه مورد کاوش قرار گرفتند. گروهی معتقدند که ناوگان او حتی به قاره آمریکا و استرالیا نیز رسید. ژنگ هه و همراهان او شرح مشاهدات خود و نقشه مکان‌های مورد بازدیدشان را به صورت گزارش ثبت می‌نمودند که بخش‌هایی از این گزارش‌ها باقی‌مانده‌اند.
برخی معتقدند که افسانه سندباد اقتباسی است از زندگی ژنگ هه و در این مورد بویژه به تشابه اسمی او (ما سنبائو) و نیز تعداد سفرهای او (هفت سفر) استناد می‌نمایند. ژنگ هه طی آخرین سفر دریاییش در گذشت و پیکرش براساس رسم دریانوردان چینی پس از سوزانده شدن به آب دریا سپرده شد. آرامگاهی نیز در پکن برای او ساخته شد که البته خالی از پیکر او بود.

## نگارخانه

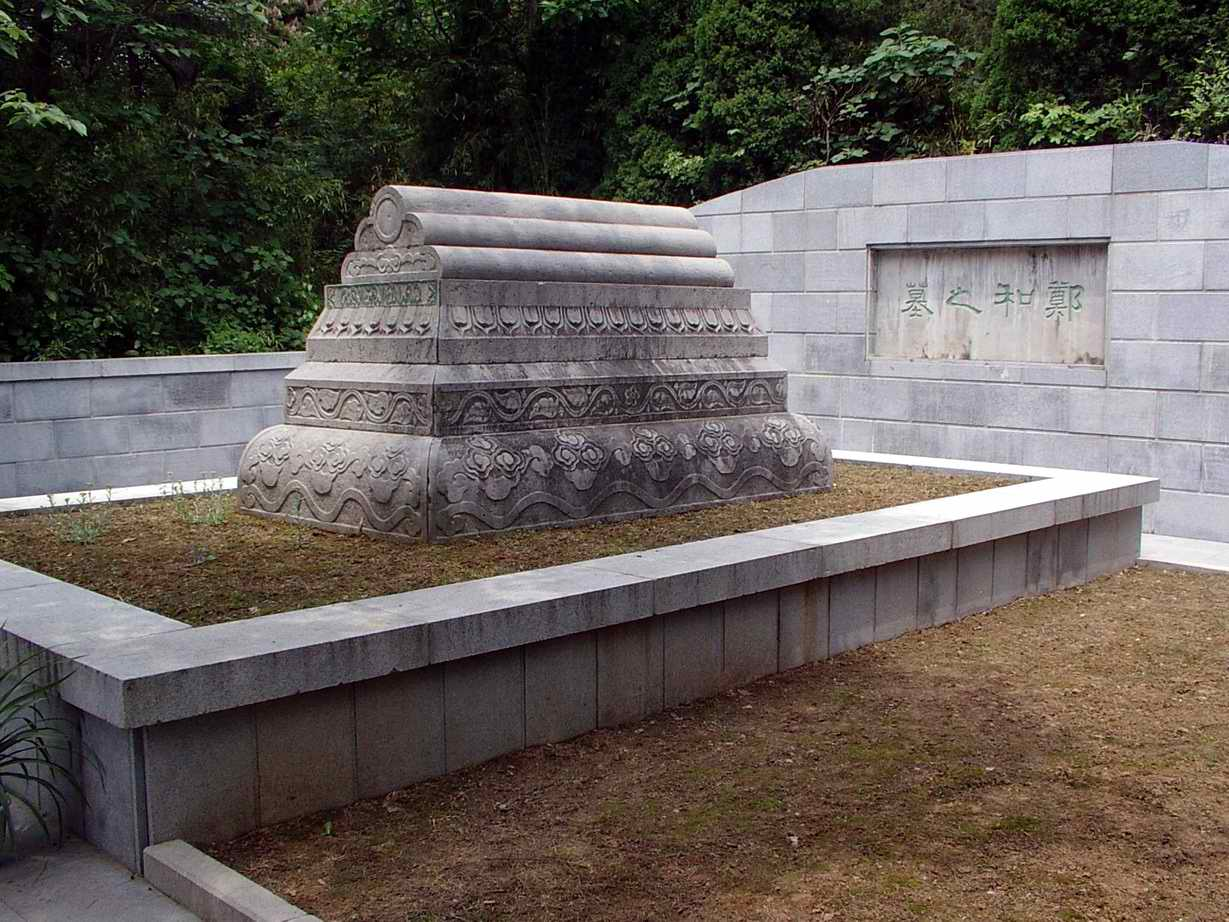
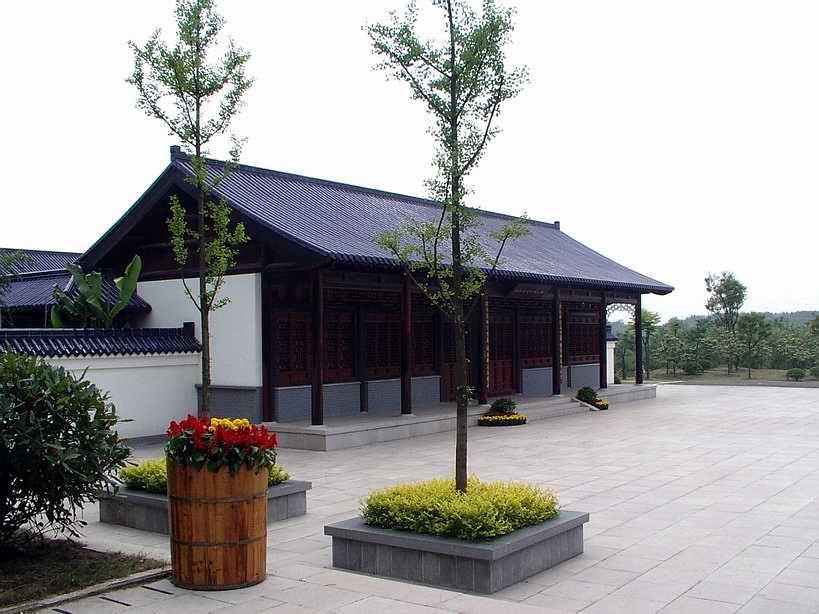
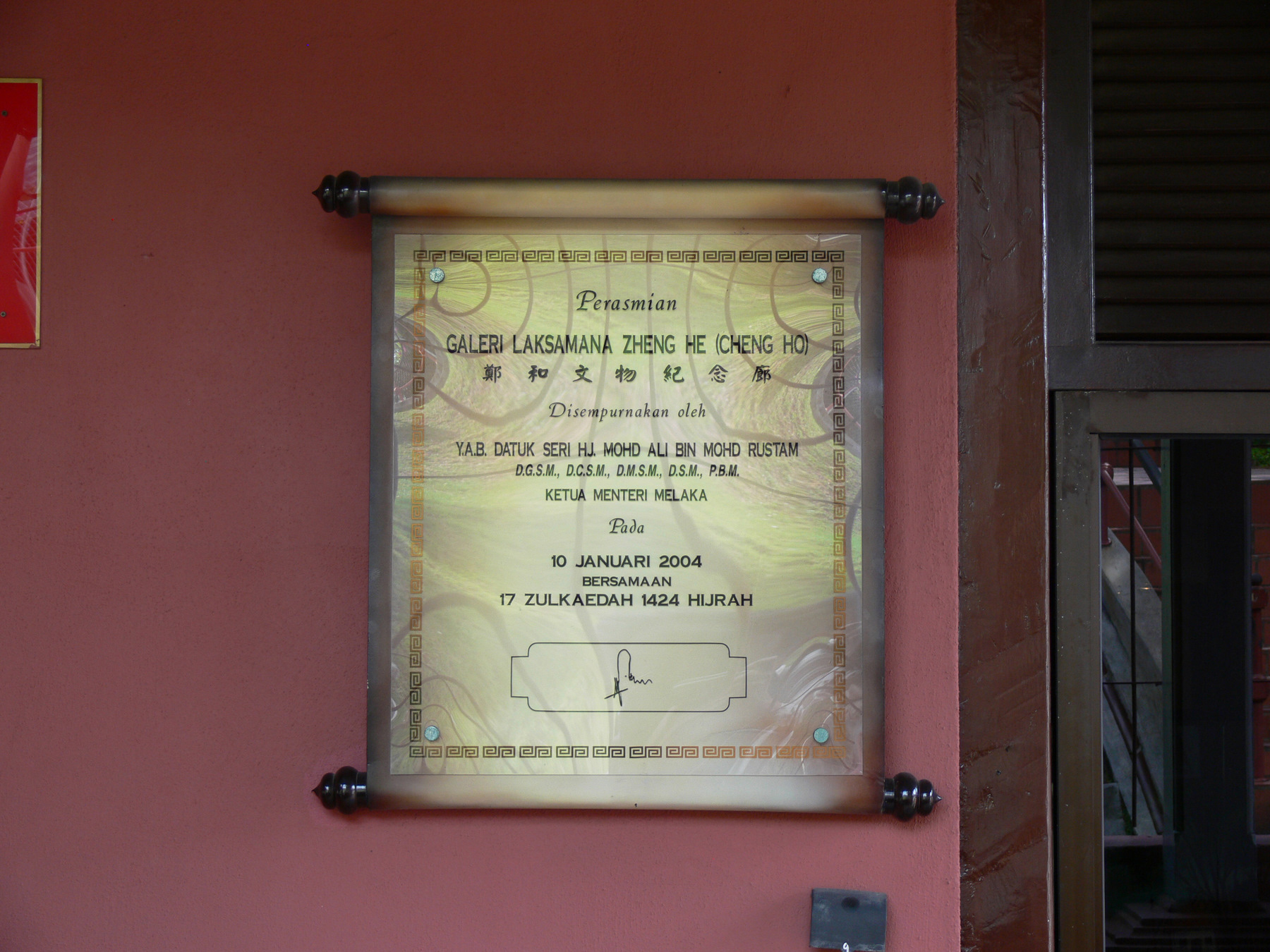
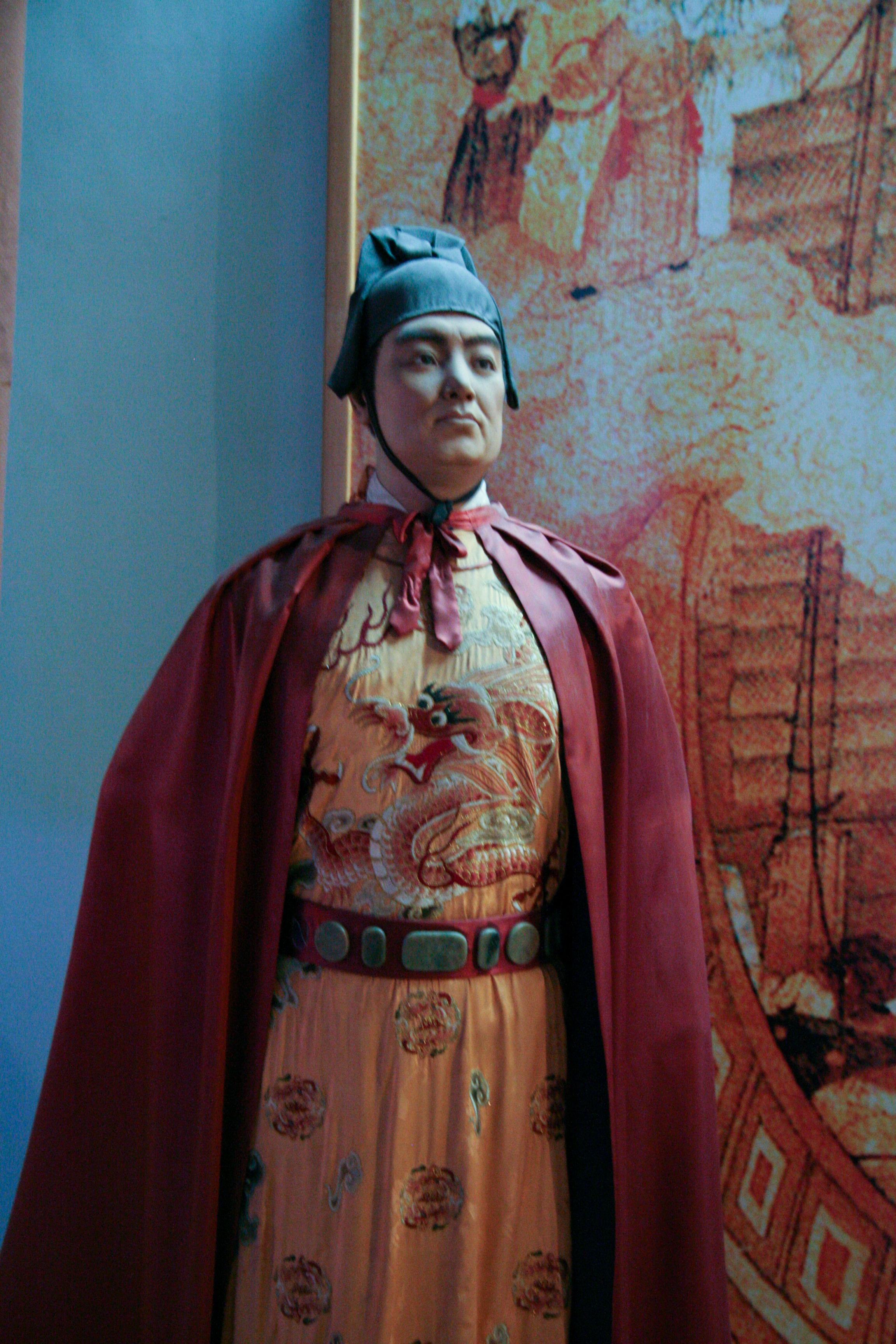